# Ralph Norman

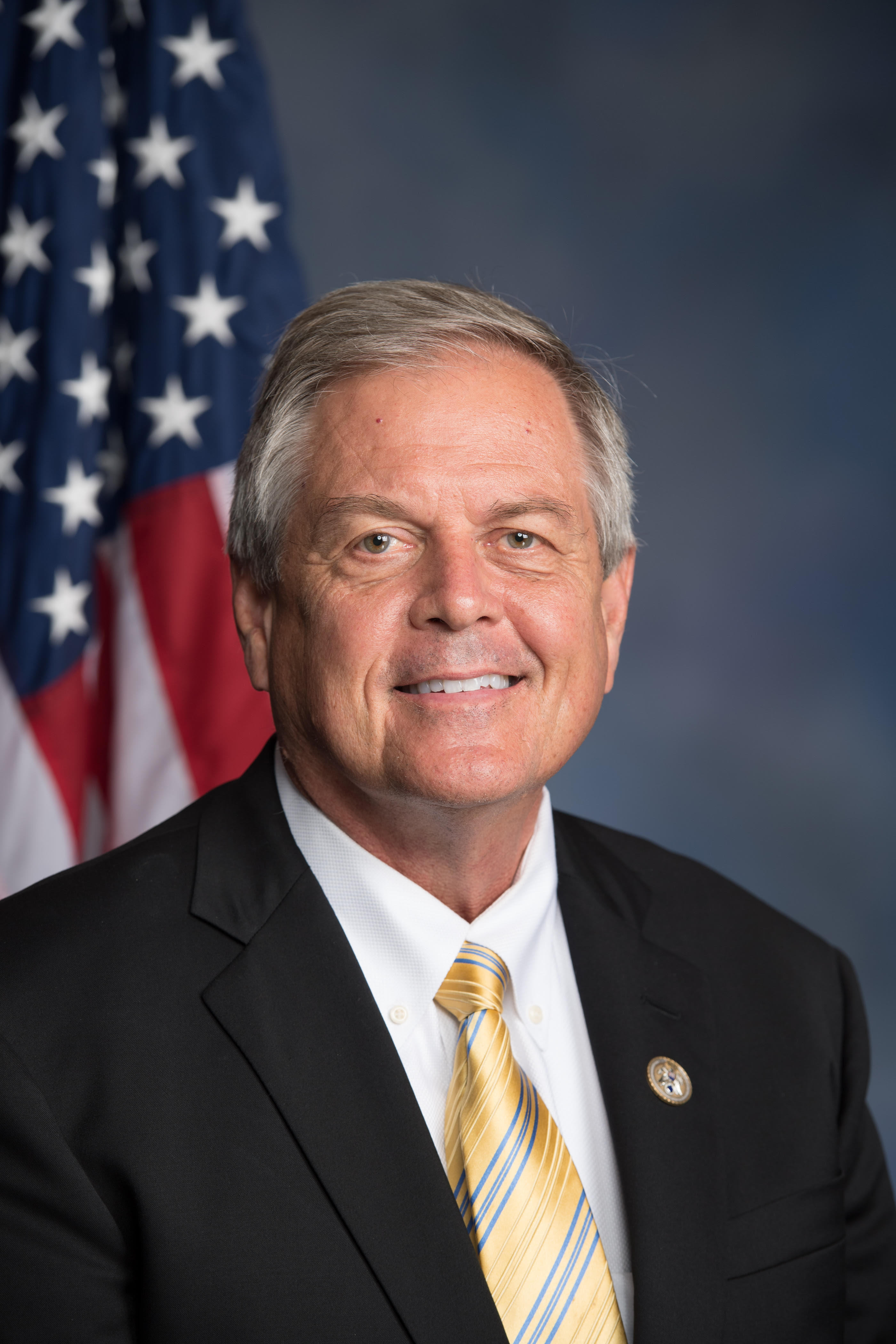
Ralph Norman (2017)

Ralph Warren Norman junior (* 20. Juni 1953 in Rock Hill, York County, South Carolina) ist ein amerikanischer Immobilienentwickler und Politiker der Republikanischen Partei. Seit Juni 2017 vertritt er den fünften Distrikt des Bundesstaats South Carolina im US-Repräsentantenhaus.

## Familie, Ausbildung und Beruf
Der Sohn von Warren und Mary Norman besuchte öffentliche Schulen in seiner Geburtsstadt Rock Hill (South Carolina), studierte am Presbyterian College in Clinton (South Carolina) und erwarb dort 1975 den Bachelor of Science in Wirtschaft. Über vierzig Jahre lang arbeitete er mit seinen Brüdern für die Immobilienfirma Warren Norman Company, die sein Vater gegründet hatte und dessen Namen sie trägt.
Norman lebt in Rock Hill und gehört der dortigen presbyterianischen Kirche an. Mit seiner Frau Elaine, die er im Dezember 1974 heiratete, hat er vier Kinder.

## Politische Laufbahn

### Staat South Carolina
Seine politische Laufbahn begann, als Norman bei der Wahl zum Repräsentantenhaus von South Carolina im November 2004 das Mandat für den 48. Wahlbezirk gewann, der einige Vorstädte von Charlotte (North Carolina) und Rock Hill wie die Planstadt Tega Cay im nördlichen Teil des York County umfasst. Er gehörte dem Unterhaus der Legislative seines Bundesstaats von 2005 bis 2007 an. Bei der Wahl 2006 verzichtete er darauf, wieder anzutreten, und bewarb sich stattdessen um das Mandat für den 5. Kongresswahlbezirk seines Bundesstaats bei der Wahl zum Repräsentantenhaus der Vereinigten Staaten, bei der er dem demokratischen Mandatsinhaber John Spratt mit 43 zu 57 Prozent unterlag. Am 3. November 2009 besiegte er in einer Sonderwahl für sein früheres Mandat im 48. Wahlbezirk die Demokratin Kathy Cantrell mit 71 Prozent der Stimmen und gehörte seitdem wieder der zweiten Legislativkammer South Carolinas an. Er gewann die alle zwei Jahre stattfindenden Wiederwahlen bis 2016 mit jeweils über 70 Prozent der Stimmen. Im November 2010 bewarb er sich um das Amt des Sprechers des Repräsentantenhauses, unterlag jedoch dem republikanischen Amtsinhaber Bobby Harrell mit 5 zu 112 Stimmen.

### US-Repräsentantenhaus

#### Wahlen
Am 16. Februar 2017 trat er im Repräsentantenhaus Von South Carolina zurück, um sich wiederum für den freigewordenen Sitz des US-Repräsentantenhauses im 5. Kongresswahlbezirk South Carolinas zu bewerben, der im Norden des Bundesstaates von Spartanburg County bis Sumter County unter anderem die südlichen Vorstädte Charlottes umfasst. Der bisherige republikanische Mandatsinhaber Mick Mulvaney war unter Präsident Donald Trump Direktor des Office of Management and Budget geworden. Am 16. Mai 2017 setzte Norman sich in der Stichwahl der parteiinternen Vorwahl mit etwa 200 Stimmen Vorsprung vor seinem Gegenkandidaten, dem zentristischen Vertreter des 47. Wahlbezirks im Bundesstaats-Unterhaus, Tommy Pope, durch. Der Hauptwahlkampf gegen den Demokraten Archie Parnell, der für Goldman Sachs gearbeitet hatte, erhielt deutlich weniger Aufmerksamkeit als die zeitgleich stattfindende Nachwahl im 6. Kongresswahlbezirk Georgias, die zum teuersten Kongresswahlkampf überhaupt wurde und eine Rekordbeteiligung für eine Nachwahl erreichte. Dagegen blieb die Beteiligung an der Wahl für den 5. Bezirk South Carolinas gering, zumal Hillary Clinton als Präsidentschaftskandidatin der Demokraten den Wahlbezirk im November 2016 mit 18 Prozent Rückstand verloren hatte. Der Kongresswahlbezirk war über hundert Jahre lang in demokratischer Hand gewesen, bis Mulvaney ihn nach einem für die Republikaner günstigen Neuzuschnitt (Gerrymandering) in der Tea-Party-Welle 2010 erobert und seitdem gehalten hatte. Norman hatte bei Spendeneinnahmen einen leichten Vorsprung und gab etwas über einer Million Dollar für seinen Wahlkampf aus, davon eine halbe Million aus eigenem Vermögen. Zentrales Thema war die Gesundheitspolitik, da die Republikaner im Kongress zeitgleich versuchten, Obamacare abzuschaffen. Norman besiegte Parnell knapper als erwartet mit 51 zu 48 Prozent der Stimmen.
Bei der Wahl 2018 wurde Norman wieder von Parnell herausgefordert, der sich Rückzugsforderungen aus seiner eigenen Partei entgegensah, nachdem bekannt geworden war, dass Parnell in den 1970er Jahren gewalttätig gegen seine damalige Ehefrau war. Er konnte sich klar mit 57 % durchsetzen. Bei der Wahl 2020 gewann er noch deutlicher, und zwar mit 60 %, gegen Moe Brown von der Demokratischen Partei. Seine aktuelle, insgesamt dritte Legislaturperiode im Repräsentantenhaus des 117. Kongresses läuft noch bis zum 3. Januar 2023.
Die Vorwahl seiner Partei für die Wahl zum Repräsentantenhaus der Vereinigten Staaten 2022 wurde mangels Gegenkandidaten abgesagt und Norman zum republikanischen Kandidaten ernannt. Er trat dadurch am 8. November 2022 gegen Evangeline Hundley von der Demokratischen Partei, sowie gegen Larry Gaither von der Green Party an. Er entschied diese Wahl mit 64,5 % der Stimmen für sich und war dadurch im Repräsentantenhaus des 118. Kongresses vertreten. Bei der folgenden Kongresswahl 2024 kam es zum erneuten Duell zwischen Norman und Evangeline Hundley, nachdem beide in der Vorwahl keine Gegenkandidaten hatten. Die Hauptwahl zum 119. Kongress gegen Huntley entschied er diesmal mit 63,6 % für sich.
Ralph Normans aktuelle Legislaturperiode im Repräsentantenhaus des 119. Kongresses dauert noch bis zum 3. Januar 2027.[veraltet]

#### Ausschüsse
Er ist aktuell Mitglied in folgenden Ausschüssen des Repräsentantenhauses:
- Committee on Financial Services
  - Financial Institutions and Monetary Policy
  - Housing and Insurance
- Committee on Rules
  - Legislative and Budget Process
- Committee on the Budget

Zuvor war er auch Mitglied im Committee on Science, Space, and Technology und im Committee on Oversight and Reform.
Ralph Norman ist Mitglied des Freedom Caucus.

### Positionen und Kontroversen
In seinen politischen Positionen gilt Norman als konservativer Anhänger Donald Trumps und steht insbesondere für fiskalpolitische Strenge sowie den Versuch, Politik nach unternehmerischen Prinzipien zu gestalten; er bezeichnete sich selbst als konservativstes Mitglied der Legislative seines Bundesstaats. In seiner Abschiedsrede im South Carolina State House forderte er 2017, den Status quo herauszufordern. Im Wahlkampf 2017 stellte sich Norman mit rechtskonservativen Positionen und Steuersenkungsforderungen in die Tradition seines Mandatsvorgängers Mulvaney. Er wurde für seine restriktive Ausgabenpolitik kritisiert; so hatte er als Staatsabgeordneter gegen Infrastrukturinvestitionen, Hilfe für Landwirte nach Überschwemmungen 2015 und Subventionen für Industrieansiedlungen gestimmt. Im Mai 2025 stimmte Norman als Mitglied des Haushaltsausschusses zusammen mit Chip Roy, Josh Brecheen und Andrew Clyde gegen ein umfassendes  Gesetz zur Umsetzung des Programms von Präsident Trump für dessen zweite Amtszeit. Dem schloss sich auch Lloyd Smucker an. Das Gesetz hatte erhebliche Steuerkürzungen vor allem für Wohlhabende, Ausgabensteigerungen für Grenzsicherung und das Militär, und zur Finanzierung Ausgabenkürzungen bei Medicaid, Nahrung für Bedürftige, der Förderung umweltfreundlicherer Energie und im Bildungswesen vorgesehen. Norman, Roy, Breecheen und Clyde ginger die Kürzungen nicht witching, Schmucker hatte sich nur angeschlossen, um das Gesetz gegebenenfalls erneut zur Abstimmung bringen zu können. Als der One Big Beautiful Bill Act am 18. Mai erneut zur Abstimmung gebracht wurde, enthielten sich Norman, Roy, Breecheen und Clyde, womit der Haushaltsausschuss das Gesetz akzeptierte. Norman behielt sich vor im Plenum gegen das Gesetzespaket zu stimmen.
Norman geriet im April 2018 im Kongresswahlkampf in die Schlagzeilen, als er bei einer Veranstaltung seine geladene Handfeuerwaffe präsentierte und minutenlang vor sich auf dem Tisch liegenließ. Dabei erklärte er, er werde keine Gabrielle Giffords sein (eine Kongressabgeordnete der Demokraten, die 2011 beim Attentat von Tucson schwer verletzt und dauerhaft geschädigt worden war). Kritiker bezeichneten diesen Umgang mit der Waffe als nicht verantwortungsvoll. Im September 2018 sorgte sein Scherz zu Beginn bei einer Wahlveranstaltung für Aufsehen, die Supreme-Court-Richterin Ruth Bader Ginsburg sei von Abraham Lincoln unsittlich berührt worden (in Anspielung auf den Vorwurf versuchter Vergewaltigung gegen den Supreme-Court-Kandidaten Brett Kavanaugh).
Am 17. Januar 2021 sendete Norman eine Textnachricht an den Stabschef des Weißen Hauses Mark Meadows, in der er diesen bat, den damaligen Präsidenten Trump dazu zu drängen, das Kriegsrecht auszurufen, um die Amtseinführung von Joe Biden zu verhindern.